# Liste ägyptischer Schriftsteller
- Abbas al-Akkad عباس العقاد
- Abd ar-Rahman Abnudi عبد الرحمن الأبنودي
- Adel Iskandar (* 1977) عادل إسكندر
- Ahdaf Soueif (* 1950) أهداف سويف
- Ahmad Khaled Towfeq (1962–2018) أحمد خالد توفيق
- Ala al-Aswani (* 1957) علاء الأسواني
- Albert Cossery (1913–2008), auch FR
- Alifa Rifaat (1930–1996) أليفة رفعت
- Anis Mansur (1924–2011) أنيس منصور
- Aristeus von Marmora
- Aziz Abaza (1898–1973) عزيز أباظة
- Bahaa Taher (1935–2022) بهاء طاهر
- Dschihan as-Sadat (1933–2021) جيهان السادات
- Durrīya Schafīq (1908–1975) درية شفيق
- Edwar al-Charrat (1926–2015) إدوار الخراط
- Edward Kharat إدوارد خراط
- Ehsan Abd El Qoddus إحسان عبد القدوس
- Fathi Ghanem (1924–1999) فتحي غانم
- Gamal al-Ghitani (1945–2015) جمال الغيطاني
- Hamdi Abu Golayyel (1967–2023) حمدي أبوجليل
- Hayam Abbas Al-Homi
- Ibn Selim el-Aswani بن سليم الأسواني
- Ibrahim Abdel Meguid (* 1946) إبراهيم عبد المجيد
- Jussef Al Qaid يوسف القعيد
- Jussuf Idris يوسف إدريس
- Lenin el-Ramly (1945–2020) لينين الرملي
- Mark A. Gabriel (* 1957)
- Miral al-Tahawi (* 1968) ميرال الطحاوي
- Mohamed Solaiman Abdel Malek
- Mohammad Al Makhzangi محمد المخزنجي
- Mohammad Khalil Kasem محمد خليل قاسم
- Mustafa Kamil مصطفى كامل
- Mustafa Lutfi al-Manfaluti (1876–1924) مصطفى لطفي المنفلوطي
- Mustafa Zikri (* 1966) مصطفى ذكري
- Nabil Farouq (1956–2020) نبيل فاروق
- Nagib Mahfuz (1911–2006) نجيب محفوظ, Nobelpreis für Literatur 1988
- Nawal El Saadawi (1931–2021) نوال السعداوي
- Radua Ashur (1946–2014) رضوى عاشور
- Ra’ouf Mus’ad رؤوف مسعد
- Salah Abd as-Sabur (1931–1981) صلاح عبد الصبور
- Salama Moussa (1887–1958) سلامة موسى
- Salwa Bakr (* 1949) سلوى بكر
- Samir Amin (1931–2018) سمير أمين
- Soleiman Fayyad (* 1929)
- Sonallah Ibrahim (* 1937) صنع⁬ الله إبراهيم
- Taha Hussein (1889–1973) طه حسين
- Tatamkhulu Afrika (1920–2002), auch ZA
- Taufiq al-Hakim (1898–1987) توفيق الحكيم
- Tharwat Abaza (1927–2002) ثروت أباظة
- Yahia Haqqi (1905–1992) يحيى حقي
- Yahia Moukhtar يحيي مختار